# Богородская Репьёвка
Богородская Репьёвка — село в Мокробугурнинском сельском поселении Цильнинского района Ульяновской области.

## География
Село расположено в 39 км от областного центра Ульяновск, в 10 км на северо-востоке от районного центра Большое Нагаткино и в 4 км от железнодорожной станции Цильна.

## История
Село возникло в 1675 году на пожалованной земле синбиренину Максиму Сергеевичу Репьёву, недалеко от оврага Крутец и первоначально именовалось по его названию сельцо Крутец.
В 1708 году сельцо вошло в состав Симбирского уезда Казанской губернии (1708—1781).
В 1780 году село Богородское Репьевка Крутец тож вошло в состав Симбирского уезда Симбирского наместничества.
В 1796 году — в Симбирской губернии.
В 1803 году помещиком Василием Борисовичем Бестужевым была построена каменная церковь (не сохранилась); в 1889—1893 гг. к нему пристроены новая каменные трапеза и колокольня на средства церк.-прих. попечительства и прихожан. Престолов два: главный — в честь Казанской иконы Божьей Матери, в трапез — во имя Святителя и Чудотворца Николая. При церкви построена деревянная усыпальница; церк.- приход. попечительство существует с 1869 года. В с. Репьёвке начальное одноклассное училище.
В 1861 году, при отмене крепостного права в России, рядом находившиеся деревни Матрутина и Русиновка исчезли: крестьяне получили надел при с. Репьёвке и переселились туда, а на их месте образовались помещичьи усадьбы.
С апреля по сентябрь 1867 года, князь Николай Николаевич Ухтомский, для опытов предоставил свои земли в районе Репьёвки, на которых проводил исследования ученик Менделеева — Климент Аркадьевич Тимирязев. Впоследствии им была написана статья о приборе по изучению фотосинтеза, использованная в докладе на I съезде естествоиспытателей в С.-Петербурге (1868).
По инициативе И. Н. Ульянова в 1873 году было открыто смешанное училище. Новое здание для него было построено в 1875 году.
В 2005 году село вошло в состав Мокробугурнинского сельского поселения.

## Население
| Год  | Число дворов | Число жителей | Примечания |
| ---- | ------------ | ------------- | --- |
| 1678 | 32           | 116           | |
| 1780 |              | 411           | Ревизских душ. «...во оном же селе жительство имеют помещиковые крестьяне, под названием деревень Матруниной и Русиновки» (105 и 26 жителей). |
| 1859 | 112          | 922           | Одна православная церковь. |
| 1900 | 171          | 1100          | церк.- приход. попечительство существует с 1869 г. В с Репьёвке начальное одноклассное училище.                                               |
| 1913 | 220          | 955           | церковь, большой конезавод князей Ухтомских.                                                                                                  |
| 1924 | 235          | 1211          | школа 1-й ступени. |

## Известные уроженцы
- Родина князя Александра Николаевича Ухтомского[11];
- Родина поэта и прозаика Н. С. Краснова (1924—2010).

## Достопримечательности
- В селе установлен памятник воинам-землякам, погибшим в Великой Отечественной войне.

## Галерея
- Герб дворянского рода Бестужевых.
- Герб княжеского рода Ухтомских.